# Rubén Anguiano
Rubén Anguiano (Mexikóváros, 1955. november 17. – 2020. szeptember 28.) válogatott mexikói labdarúgó, középpályás.

## Pályafutása
1971 és 1975 között a Zacatepec, 1975 és 1978 között a Leones Negros, 1978 és 1985 között az Atlante labdarúgója volt. 1974 és 1977 között nyolc alkalommal szerepelt a mexikói válogatottban.
2020. szeptember 28-án hunyt el koronavírus-fertőzés következtében.